# في مرح نمضي معا (أغنية)
ميرلي وي رول ألونغ (بالإنجليزية: Merrily We Roll Along) هي أغنية كتبها تشارلي توباياس، موراي منشر، وإيدي كانتور في عام 1935. الأغنية مستندة تقريبا إلى أغنية إي. بي. كريستي «غوود نايت ليديز» وهي تعرف بارتباطها بسلسلة كارتون وارنر براذرز ميري ميلوديز. أعيد استخدامها كموسيقى تقديمية لبرنامج ذا راي راينر شو، كما واستخدمت كموسيقى النهاية لمسلسل سيلفستر آند تويتي ميستريز. تشترك الأغنية في عنوانها مع مقطوعة 1934 جورج إس. كوفمان وموس هارت ميرلي وي رول ألونغ، لكنها لا ترتبط معها بأي شيء آخر.